# Zak DeOssie
Zackary Robert DeOssie (* 24. Mai 1984 in North Andover, Massachusetts) ist ein ehemaliger US-amerikanischer American-Football-Spieler auf der Position des Long Snappers. Er spielte 13 Saisons in der National Football League (NFL) für die New York Giants.

## Frühe Jahre
DeOssie ging in Andover, Massachusetts, auf die Highschool. Später besuchte er die Brown University, wo er für das Collegefootballteam als Linebacker auflief.

## NFL
DeOssie wurde im NFL-Draft 2007 in der vierten Runde an 116. Stelle von den New York Giants ausgewählt. Bereits in seiner ersten Profisaison absolvierte DeOssie nach einer Verletzung des eigentlichen Long Snappers Ryan Kuehl mehrere Spiele auf dieser Position. Schon in seinem ersten Profijahr erreichte er mit den Giants den Super Bowl XLII, welcher mit 17:14 gegen die New England Patriots gewonnen wurde. Ein Jahr später wurde er zum ersten Mal in den Pro Bowl gewählt. Das Gleiche gelang ihm nach der Saison 2010 ein weiteres Mal. Am 5. Februar 2012 gewann er ein weiteres Mal mit den New York Giants den Super Bowl gegen die New England Patriots mit 21:17.
Am 7. August 2020 gab DeOssie seinen Rücktritt aus der NFL bekannt.

## Persönliches
DeOssies Vater Steve DeOssie gewann ebenfalls mit den New York Giants den Super Bowl. Bis heute sind sie damit das einzige Vater-Sohn-Duo, die mit dem gleichen Franchise Super-Bowl-Sieger wurden.